# 小果朴
小果朴（学名：Celtis cerasifera）是榆科朴属的植物，为中国的特有植物。分布在中国大陆的湖南、云南、陕西、湖北、西藏、山西、四川、广西、浙江、贵州等地，生长于海拔800米至2,400米的地区，常生长在山坡灌丛中以及沟谷杂木林中，目前尚未由人工引种栽培。

## 别名
樱果朴（贵州植物志）